# Ace Eli and Rodger of the Skies
Pour plus de détails, voir Fiche technique et Distribution.
Ace Eli and Rodger of the Skies est un film américain réalisé par John Erman, sorti en 1973. Le scénario a été écrit par Claudia Salter, d'après une histoire de Steven Spielberg. Le film raconte l'histoire d'un pilote de chasse (Cliff Robertson) et de son fils (Eric Shea) qui survolent les États-Unis dans les années 1920. Le duo est amené à connaître de nombreuses péripéties tout au long du voyage. 
Cliff Robertson, l'un des principaux acteurs, est un véritable pilote d'aviation même si la plupart des scènes aériennes ont été réalisées par le cascadeur hollywoodien Frank Tallman. Ce film est la première participation à l'écriture d'un long métrage pour le cinéaste Steven Spielberg.

## Synopsis
Un cascadeur aérien emmène son jeune fils en voyage avec lui pour parcourir les États-Unis, au cours des années 1920.

## Fiche technique
- Titres original et français : Ace Eli and Rodger of the Skies
- Réalisation : John Erman
- Scénario : Claudia Salter
- Histoire : Steven Spielberg
- Photographie : David M. Walsh
- Montage : Robert Belcher et Lou Lombardo
- Musique : Jerry Goldsmith
- Production : Robert Fryer et James Cresson
- Sociétés de production : 20th Century Fox
- Société de distribution : 20th Century Fox
- Pays d'origine :  États-Unis
- Langue : Anglais
- Format : Couleur - 35 mm
- Genre : Comédie d'aventure
- Durée : 92 minutes
- Date de sortie : 1er avril 1973 (États-Unis)

## Distribution
- Cliff Robertson : Ace Eli Walford
- Pamela Franklin : Shelby
- Eric Shea : Rodger Walford
- Bernadette Peters : Allison
- Rosemary Murphy : Hannah
- Alice Ghostley : Sister Lite
- Royal Dano : Jake
- Kelly Jean Peters : Rachel
- Don Keefer : M. Parsons
- Patricia Smith : Mme Wilma Walford
- Herb Gatlin : Frank Savage
- Arthur Malet : Brother Watson
- Ariana Chase : Betty Jo
- Hope Summers : Laura
- Jim Boles : Abraham

## Production
Steven Spielberg développa l'histoire d'un aviateur et de son jeune fils, avec des thèmes qui l'intéressaient : l'aviation, le pilotage et la responsabilité parentale. Il développa le scénario avec Claudia Salter, une autre ancienne élève de l'université d'État de Californie à Long Beach. Il espérait le réaliser lui-même, mais Richard D. Zanuck, alors président de la 20th Century Fox, refusa d'engager Spielberg comme réalisateur, le jugeant trop inexpérimenté. Les producteurs Robert Fryer et James Cresson engagèrent alors John Erman pour la réalisation, car il était plus âgé et possédait davantage d'expérience. Le film se terminait initialement par le suicide d'Eli, mais le studio le remonta pour lui donner une fin plus heureuse. Spielberg fut si mécontent du film qu'il se plaignit publiquement qu'il avait été « transformé en un film vraiment nul. Ils devraient l'enterrer ». Spielberg ne réalisa aucun film avec la 20th Century Fox avant Minority Report en 2002 (en collaboration avec son studio DreamWorks).
Fryer, Cresson, Erman et Salter ont désapprouvé le montage final du film qui a été largement remanié. Leurs noms ont été supprimés. Le film est sorti sous pseudonymes plusieurs années après le tournage. « Les noms mentionnés dans le générique ci-dessus pour ces contributions apparaissent à l'écran et sont fictifs. Pour mémoire, Ace Eli a été produit par Robert Fryer et James Cresson, écrit par Claudia Ann Salter et réalisé par John Erman ».
Les scènes se déroulant dans la ville de « Monument » ont en fait été tournées à Mount Hope au Kansas, en 1971. Des scènes supplémentaires ont été tournées à Hutchinson et Haven, dans le même État,. Dans un article du Hutchinson News sur Pamela Franklin, elle a parlé de ses expériences de tournage dans une petite ville du Kansas.
La chanson « Who's for Complainin? », écrite et interprétée par Jim Grady, figure dans le titre et le générique de fin.
Des accessoires du film ont été utilisés dans la série télévisée M*A*S*H, également produite par la 20th Century Fox. L'épisode de la première saison, « The Army-Navy Game », diffusé initialement en février 1973, se termine par l'explosion d'une bombe, projetant des centaines de tracts de propagande. Ces tracts sont en réalité des prospectus d'Ace Eli (identifiables dans la version haute définition de l'épisode).

## Accueil critique
Dans sa critique pour le New York Times, Vincent Canby déclare que : « la production semble avoir coûté cher. Les photographies aériennes sont superbes et les performances sont correctes, mais le film est un tel mélange d'ambiances inexplorées et de détails inachevés qu'il fait passer un film similaire, Paper Moon, pour un chef-d'œuvre. Ce film, réalisé il y a trois ans, est présenté ici dans une version que les producteurs, le scénariste et le réalisateur d'origine désapprouvent tellement qu'ils en ont retiré leur nom ».
Michael McKegney, du Village Voice, partage le sentiment de nombreuses critiques : « Ace Eli parvient à être légèrement divertissant chaque fois que Cliff Robertson, Eric Shea, Pamela Franklin et Rosemary Murphy ont l'occasion d'établir une relation émotionnelle. Cependant, l'intrigue picaresque nuit au développement des personnages et la fragmentation visuelle (la post-production semble avoir été une boucherie) laisse souvent les pauvres acteurs en difficulté, peinant à trouver une expression appropriée au bon moment ».
Dans une récente critique sur le site WhyFly Aero, Glenn Norman a examiné le film du point de vue de la précision historique : « À mon avis, Ace Eli & Rodger of the Skies est l'une des représentations les plus honnêtes de la véritable raison pour laquelle la plupart des Barnstormers des années 1920 étaient là. Non pas par amour du vol (comme les Barnstormers de Bach dans Nothing by Chance {tourné la même année !}), mais – selon les mots d'Ace Eli, interprété par Cliff Robertson, « … parce que tout ça, c'est moi. » À mon avis, c'est une interprétation très intéressante et originale de la légende des Barnstormers, avec de superbes séquences de vol qui compensent largement les « ambiances inexplorées et les détails inachevés » ».